# Fichtenholz
Als Fichtenholz wird das Holz der Fichten (Gattung Picea) bezeichnet, das wie bsp. auch Tannen-, Kiefern- oder Lärchenholz zu den Nadelhölzern gehört. In Europa und großen Teilen Nordasiens wird unter dieser Bezeichnung fast ausschließlich das Holz der Gemeinen Fichte (Picea abies) bezeichnet, in Nordamerika spielt vor allem das Holz der Sitkafichte (P. sitchensis) eine wichtige Rolle. International gibt es eine Reihe weiterer Arten, deren Holz für unterschiedliche Nutzungen verwendet wird.
Aufgrund der Bedeutung des Fichtenholzes wird die Gemeine Fichte häufig als Brotbaum der mitteleuropäischen Forstwirtschaft bezeichnet. In Deutschland, speziell in Westdeutschland, hat die Fichte einen Anteil von über 30 % an der Gesamtwaldfläche mit über 3 Mio. ha Fläche. Dabei liegen die Hauptvorkommen vor allem in den Höhenlagen der Alpen und der Mittelgebirge. Zum Anwendungsspektrum gehört vor allem die Verwendung als Bau- und Konstruktionsholz, Verpackungsholz, Grundstoff verschiedener Holzwerkstoffe (Mehrschicht-, OSB- und Spanplatten), zur Papier- und Zellstoffherstellung, als Möbelholz für den Innenbereich sowie die Nutzung als Brennholz.

## Bezeichnungen
Eine andere Bezeichnung für das Holz der Europäischen Fichte ist Rottanne aufgrund der im Vergleich zum Tannenholz rötlicheren Färbung. Fichtenholz aus Skandinavien, Russland und Polen wird zudem als Nordische Fichte bezeichnet. In Baumärkten wird Fichtenholz als Mischsortiment „Weißholz“ mit Tannenholz verkauft. Neben diesen Bezeichnungen existieren Namen, die sich von der Wuchsform der Fichte ableiten und auf entsprechende Eigenschaften des Holzes schließen lassen. Die Namen Kammfichte, Plattenfichte und Bürstenfichte beziehen sich dabei auf die Verzweigung der Seitenäste. Im Hochgebirge tritt die Haselfichte als besondere Wuchsform auf, ihr Holz ist für Klangkörper im Instrumentenbau beliebt.

## Eigenschaften
Fichten wachsen im Bestand auffallend gerade mit einem vollholzigen und zylindrischen Stamm mit wenigen Ästen in den unteren Bereichen. Die astfreien Stammlängen erreichen hier bis zu 25 Metern bei einer Gesamthöhe des Baumes von bis zu 60 Metern, der Durchmesser beträgt 0,4 bis 1,2 Meter, maximal kann er bis etwa 2 Meter erreichen. Im Freistand werden die Bäume voluminöser mit deutlich größerer Ästigkeit. Das Holz ist hell weißlich bis gelb-weißlich mit seidigem Glanz, wobei sich Kern- und Splintholz farblich nicht voneinander unterscheiden. Unter dem Einfluss von Licht dunkelt es nach und nimmt einen gelblichbraunen Ton an. Die Jahrringe setzen sich deutlich voneinander ab, wobei sich die Färbung vom hellen Frühholz zum dunklen Spätholz kontinuierlich ändert, die Jahrringgrenzen sind deutlich ausgeprägt. Fichtenholz besitzt wie andere Nadelhölzer mit Ausnahme der Tannen auffällige Harzkanäle und Harzgallen, wodurch sich das Holz makroskopisch von diesem durch eine helle Punktierung im Querschnitt unterscheiden lässt. Ein weiterer Unterschied kann gelegentlich aus der Aststellung abgeleitet werden: Während die Äste der Tanne in der Regel waagerecht aus dem Holz ragen und entsprechend runde Astmarken hinterlassen, sind die der Fichte schräg und die Marken entsprechend oval.

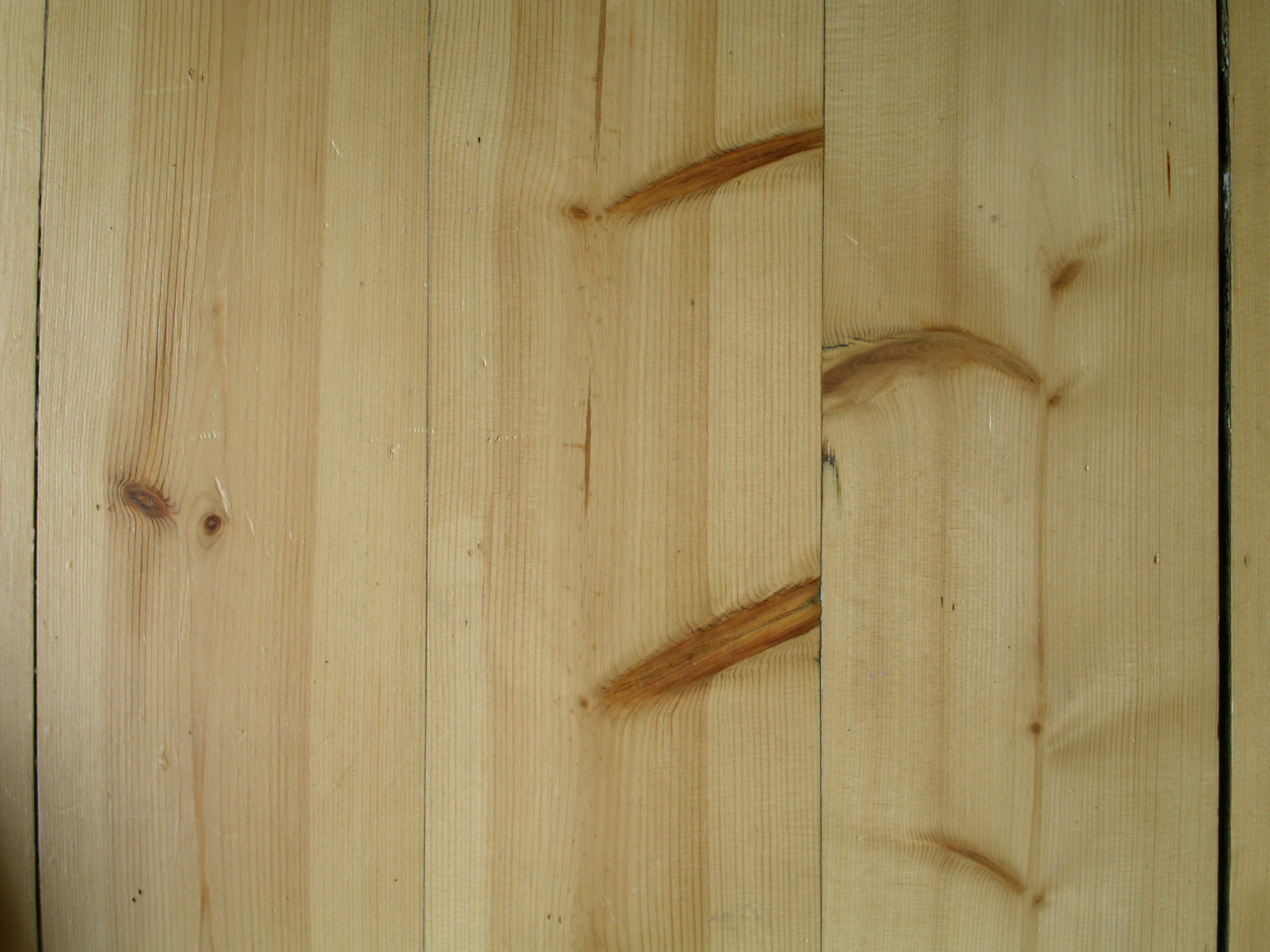
Kiefern- und Fichtenholz im Vergleich: Die beiden linken Bretter sind aus Kiefernholz während das rechte aus Fichtenholz besteht.

Fichtenholz ist sehr weich mit einer mittleren Rohdichte von 470 kg/m3 bei 12–15 % Feuchtegehalt. Mit zunehmender Jahrringbreite (und damit zusammenhängend einem relativ geringeren Spätholzanteil) nimmt die Dichte ab, die mechanischen Eigenschaften werden dadurch ebenfalls schlechter – bei Bauschnittholz sind entsprechend nur Fichtenhölzer mit Jahrringbreiten von 4 bis 6 Millimeter zugelassen (DIN 4074-1). Die mechanischen Eigenschaften des Holzes sind für die geringe Dichte sehr gut, wodurch es als Bau- und Konstruktionsholz nutzbar ist. Unbehandelt ist Fichtenholz wenig beständig, wenn es ständigem Wechsel zwischen feucht und trocken ausgesetzt wird. Deshalb wird es bei Bodenkontakt schnell abgebaut. Für die Dauerhaftigkeit im Außenbereich ist es entscheidend, dass das Holz abtrocknen kann und vor allem die Stirnflächen vor Wasser geschützt sind (konstruktiver Holzschutz). Andernfalls muss das Holz mit chemischen Holzschutzmitteln behandelt werden. Zugleich hat das Holz nur eine vergleichsweise niedrige Tränkfähigkeit, die Holzfeuchten von mehr als 20 % und damit verbundenen Pilzbefall bei behandeltem Holz verhindert. Die Bearbeitung des Holzes durch Sägen, Hobeln, Fräsen und andere Techniken ist problemlos möglich, auch die Verbindung durch Schrauben und Nägel sowie durch Leim ist problemlos, nur Stämme mit größerer Ästigkeit, Harztaschen und Reaktionsholz können sich nachteilig auswirken. Auch Anstriche, Lasuren und Beizen sind ohne Aufwand anwendbar. Durch Ölung (z.b Leinöl) wird das Holz nur geringfügig dunkler.

## Verwendung

### Stoffliche Nutzung
Als Schnittholz wird Fichtenholz in der Regel gemeinsam mit Tannenholz als Mischsortiment Fichte/Tanne gehandelt und verwendet; beide Hölzer sind in ihren Eigenschaften sehr ähnlich. Dabei wird Fichtenholz in Form von Rundholz, Schnittholz wie Balken, Brettern und Brettschichthölzern und als Furnierholz verarbeitet. Zugleich ist es das wichtigste Holz für die Herstellung von Holzwerkstoffen wie Sperrholz, Leimholz, Spanplatten und Faserplatten.

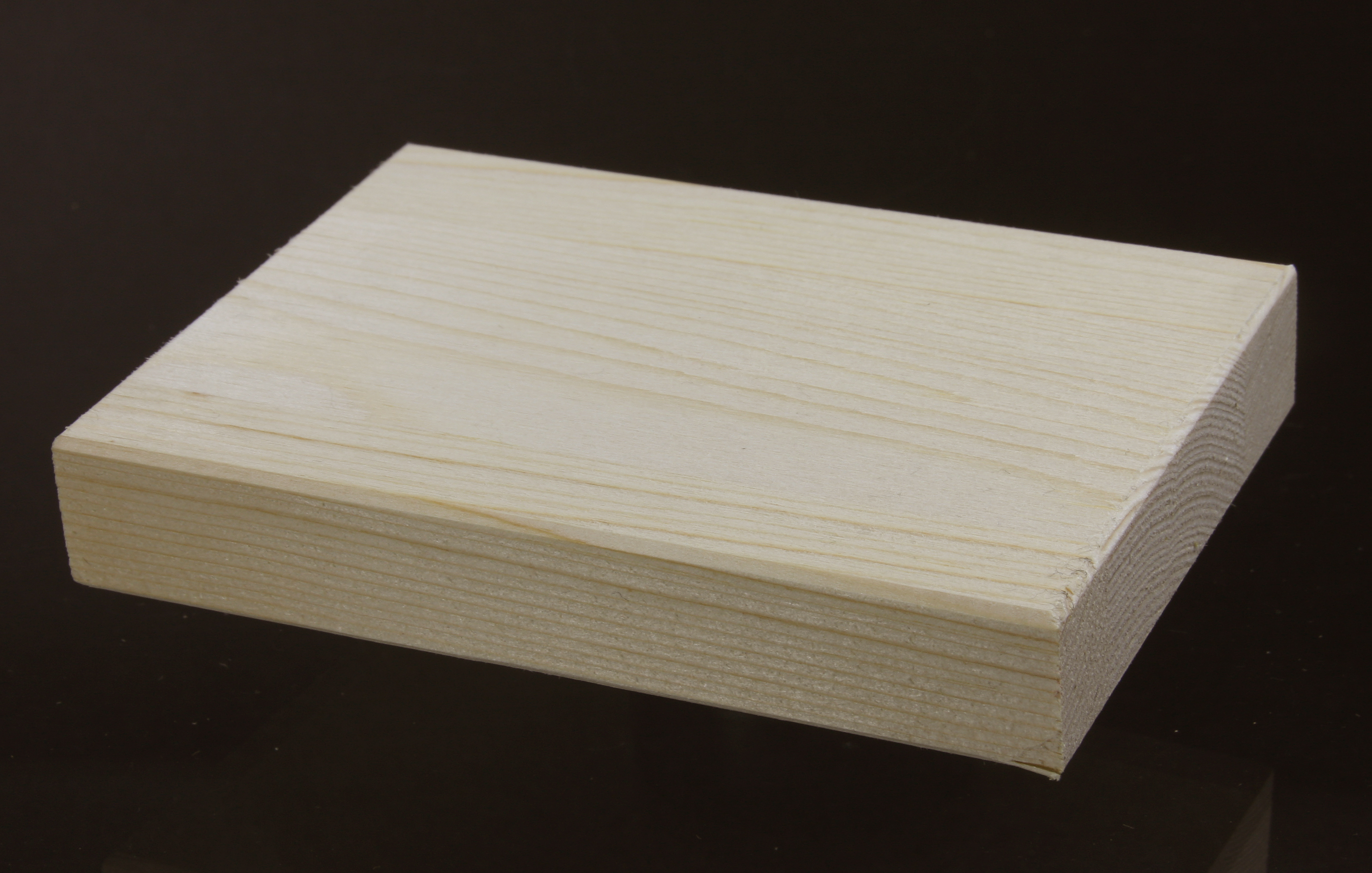
Fichten-Leimholz
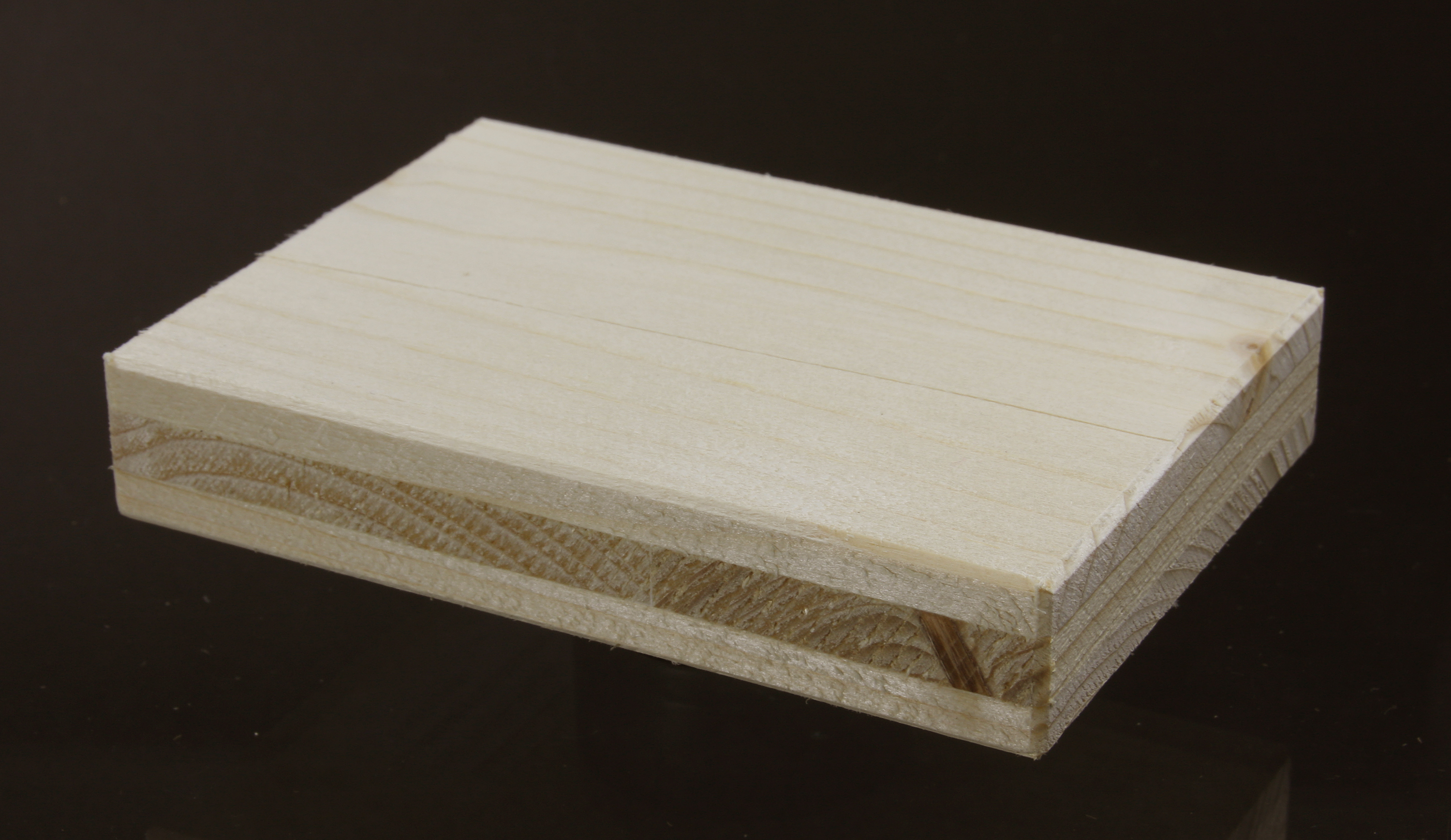
Fichten-Schichtholz

Als Bau- und Konstruktionsholz wird Fichtenholz nahezu überall eingesetzt, sowohl im Innenausbau wie auch bei Außenanwendungen. Es findet entsprechend Verwendung im Hausbau für Dachkonstruktionen, für Holzverkleidungen, Geländer, Treppen, Skelettkonstruktionen für Wände und Decken, Fußböden, Fenster, Türen und Tore. Im Möbelbau wird Fichtenholz sowohl massiv wie auch in Form von Holzwerkstoffen als Blindholz und Hauptholz für einfache Möbel eingesetzt. Hinzu kommen eine Reihe weiterer Verwendungszwecke wie Leitern, Betonschalbretter, Holzpflasterungen, Zäune, Pfähle, Spielgeräte und viele mehr. Im Verpackungsbereich dient Fichtenholz dem Bau von Kisten, Paletten und auch der Herstellung von Holzwolle. Als Spezialanwendung findet gleichmäßig gewachsenes Fichtenholz oder Holz der Haselfichte aus dem Hochgebirge Verwendung als Klangholz für Decken von Zupf- und Streichinstrumenten sowie als Resonanzboden für Tasteninstrumente.
Eine zentrale Verwendung für das Holz der Fichte und anderer Nadelbäume ist die Papier- und Zellstoffherstellung. Aufgrund der längeren Fasern gegenüber Laubhölzern verfilzen ihre Fasern leichter und es ergibt sich eine höhere Festigkeit des Papiers.

### Energetische Nutzung
Auch im Bereich der energetischen Nutzung spielt Fichtenholz mit einem Brennwert von 4,5 kWh/kg bzw. 1.500 kWh/rm eine zentrale Rolle, sowohl in Form von Scheitholz für den Hausbrand wie auch in Form von Hackschnitzeln, Holzpellets und -briketts für entsprechende Heizsysteme. Als Wald- und Industrierestholz wird es zudem auch in Biomasseheizwerken und Biomasseheizkraftwerken als Energierohstoff genutzt.